# Хоценко, Виталий Павлович
Вита́лий Па́влович Хоце́нко (род. 18 марта 1986, Днепропетровск) — российский государственный и политический деятель. Губернатор Омской области с 22 сентября 2023 года (врио 29 марта — 22 сентября 2023). Председатель правительства Донецкой Народной Республики (8 июня 2022 — 29 марта 2023).
Из-за вторжения России на Украину находится под международными санкциями Европейского союза, США, Великобритании и ряда других стран.

## Биография

### Ранняя жизнь и образование
Виталий Хоценко родился 18 марта 1986 года в Днепропетровске.
Отец — Павел Витальевич Хоценко, в 1990-х годах возглавлял отдел по борьбе с организованной преступностью окружного МВД на Ямале; в 2011 году стал руководителем правительственной гостиницы на Ямале «Юрибей», в 2013 году стал представителем по связям с органами власти Ставропольского края в международной нефтетранспортной компании, в 2018 году возглавил дирекцию по развитию гостиничного комплекса в Новом Уренгое, Сочинский национальный парк, затем заповедник «Утриш» в Анапе. Мать — Елена Хоценко, работала в структурах «Газпрома».
В 2008 году окончил социологический факультет МГУ, где был однокурсником будущей главы отдела расследований ФБК Марии Певчих, Сингапурский институт маркетинга по специальности «Бизнес-менеджмент» и Специализированный институт юриспруденции по специальности «Юриспруденция».
Окончил магистратуру в РАНХиГС по специальности «Государственное регулирование экономики» и аспирантуру в МГУ. По итогам обучения на военной кафедре МГУ Виталию Хоценко было присвоено звание лейтенанта.
Свободно владеет английским языком.
Кандидат социологических наук. В 2017 году в Южном федеральном университете защитил диссертацию по теме «Корпоративизм субъектов административного управления в российском обществе».

### Политическая карьера
На старте политической карьеры Виталий Хоценко работал помощником члена Общественной палаты Российской Федерации. По данным региональных СМИ, быстрое продвижение по карьерной лестнице в крае было неофициально связано со связями его отца, возглавлявшего в ЯНАО отдел по борьбе с преступностью.
С 2008 по 2010 год работал начальником отдела анализа и прогнозирования ОГТРК «Ямал-Регион». В 2010 году Хоценко запатентовал урну (мини-контейнер «Ямал») с несколькими прорезями для разных пакетов для сортировки мусора. Соавтор изобретения — ямальский предприниматель Юрий Золотов, друг отца Виталия Хоценко.
С марта 2010 года работал в органах государственной власти Ямало-Ненецкого автономного округа. Виталий Хоценко являлся директором Департамента по науке и инновациям ЯНАО, помощником, эксперт-советником первого заместителя губернатора Ямало-Ненецкого автономного округа, курировал промышленный, топливно-энергетический и природно-ресурсный блоки.
16 декабря 2013 года Хоценко был назначен министром энергетики, промышленности и связи Ставропольского края.
Выпускник четвёртого потока «школы губернаторов», финалист конкурса «Лидеры России» 2018—2019 годов.
12 сентября 2019 года занял пост директора Департамента промышленной политики и проектного управления Министерства промышленности и торговли РФ. Действительный государственный советник РФ III класса (2021).
8 июня 2022 года Народный Совет Донецкой Народной Республики поддержал кандидатуру Виталия Хоценко на должность председателя правительства ДНР. В тот же день указом главы ДНР Дениса Пушилина Виталий Хоценко был назначен председателем правительства республики. Хоценко стал первым российским чиновником, который был назначен на высокий пост в Донбассе после начала полномасштабных военных действий на Украине в 2022 году.
21 декабря 2022 года получил осколочное ранение в ресторане «Шеш-Беш» в Донецке, где отмечался день рождения Дмитрия Рогозина, который также был ранен. Отказался от госпитализации после оказания первой медицинской помощи.

#### Губернатор Омской области
В марте 2023 года вступил в партию «Единая Россия».
29 марта 2023 года указом президента России Владимира Путина был назначен на должность временно исполняющего обязанности губернатора Омской области. В формате видеоконференции Путин отметил, что Хоценко «5 лет проработал на северах» и проблемы Сибири для него «понятны, небезразличны».
22 апреля 2023 года секретарь Генерального совета «Единой России» Андрей Турчак заявил, что Хоценко станет кандидатом от партии на выборах губернатора Омской области в 2023 году.

## Доходы
Согласно официальной декларации о доходах, в 2018 году Виталий Хоценко заработал 1,8 млн рублей. У него есть квартира площадью 96,3 м², 600 м² садового участка и автомобиль Mini Cooper. У одного из его детей есть квартира площадью 65,6 м².

## Санкции
Из-за вторжения России на Украину 28 июня 2022 года внесён в санкционный список США «путинской военной машины» как «председатель так называемого правительства ДНР».
19 августа 2022 года внесён в санкционный список Канады «приближенных российского режима, которые являются соучастниками агрессии российского режима против Украины».
6 октября 2022 года внесён в санкционный список стран Евросоюза за «сепаратистскую „правительственную“ деятельность» ДНР. В отчёте говорится, что Хоценко «несёт ответственность за действия своего правительства, направленные на насильственное изменение, свержение конституционного строя, захват государственной власти, изменения границ территории или государственной границы Украины, посягательство на территориальную целостность и неприкосновенность Украины».
По аналогичным основаниям находится под санкциями Великобритании, Швейцарии, Австралии, Японии, Украины и Новой Зеландии.

## Награды
- Медаль ордена «За заслуги перед Отечеством» II степени (2022)[31];
- Орден Почёта (25 марта 2023)[32].